# Tyrone Benskin
Tyrone Benskin, né le 29 décembre 1958, à Bristol, est un homme politique et acteur canadien. Il a été le député de la circonscription de Jeanne-Le Ber à la Chambre des communes du Canada sous l'étiquette du Nouveau Parti démocratique de 2011 à 2015.

## Biographie
Directeur artistique du Black Theatre Workshop, il a été le vice-président national de l’Association des artistes canadiens de la télévision et de la radio.
Il a défait le député sortant Thierry St-Cyr du Bloc québécois lors de l'élection fédérale canadienne de 2011. Il a été le porte-parole de l'opposition officielle du Canada en matières de Patrimoine canadien, de Patrimoine et d'Industries culturelles, du 26 mai 2011 au 18 avril 2012.
À l'approche de l'élection générale de 2015, il souhaite se représenter dans la nouvelle circonscription de Ville-Marie—Le Sud-Ouest—Île-des-Sœurs (qui reprend une partie du territoire de Jeanne-Le Ber), mais il ne parvient pas à obtenir l'investiture de son parti lors de l'assemblée de nomination, qui désigne plutôt Allison Turner comme candidate. Benskin ne présente donc pas à l'élection générale.

## Résultats électoraux
|       | Candidat           | Parti              | # de voix | % des voix |
|       | Pierre Lafontaine  | Conservateur       | +04 678,  | 8,97 %     |
|       | (x) Thierry St-Cyr | Bloc québécois     | +12 635,  | 24,22 %    |
|       | Mark Bruneau       | Libéral            | +10 054,  | 19,28 %    |
|       | Tyrone Benskin     | NPD                | +23 293,  | 44,66 %    |
|       | Richard Noël       | Vert               | +01 377,  | 2,64 %     |
|       | Eileen Studd       | Marxiste-léniniste | +00121,   | 0,23 %     |
| Total | Total              | Total              | 52 158    | 100 %      |

## Filmographie

### Cinéma
- 1988 : The Kiss : médecin de la gare
- 1989 : La Loi criminelle : Jackson
- 1998 : Le Train de l'enfer : Colin Ferguson
- 2000 : Le Loup-garou du campus : St-Jacques, le sorcier vaudou
- 2004 : Le Bonnet de laine : Clarence
- 2006 : Magnitude 10,5 : L'Apocalypse : Jackson
- 2006 : 300 : l'émissaire perse
- 2007 : I'm Not There : Mr. Arvin
- 2008 : Le Mur d'Adam : Mostafa
- 2011 : Les Immortels : Capitaine des hoplites
- 2014 : Grizzlis : narrateur
- 2020 : Pieces of a Woman : le juge
- 2023: Sapin$

### Télévision
- 2001-2002 : Largo Winch : Waldo Buzetti
- 2021 : The Lost Symbol : Warren Bellamy